# Pseudoprotapion
Genre
Pseudoprotapion est un genre d'insectes de l'ordre des coléoptères, de la famille des Brentidae (anciennement des Apionidae).

## Liste des espèces rencontrées en Europe
- Pseudoprotapion astragali (Paykull, 1800)
- Pseudoprotapion elegantulum (Germar, 1818)
- Pseudoprotapion ergenense (Becker, 1864)